# Cyberpunk (álbum)
Cyberpunk es el quinto álbum de estudio de Billy Idol. Se trata de un álbum conceptual publicado en 1993 por Chrysalis Records, donde Idol experimentó con sonidos sintetizados basándose en la corriente del rock industrial. La crítica especializada prácticamente destrozó el álbum, tildándolo de "demasiado pretencioso".

## Lista de canciones
Todas las canciones escritas y compuestas por Billy Idol y Mark Younger-Smith.. 
| N.º | Título                                 | Duración |  |
| 1.  | «Untitled (Opening Manifesto)»         | 1:01     |  |
| 2.  | «Wasteland»                            | 4:34     |  |
| 3.  | «Untitled (Pre-Shock)»                 | 0:19     |  |
| 4.  | «Shock to the System»                  | 3:33     |  |
| 5.  | «Tomorrow People»                      | 5:07     |  |
| 6.  | «Adam in Chains»                       | 6:23     |  |
| 7.  | «Neuromancer»                          | 4:34     |  |
| 8.  | «Power Junkie»                         | 4:46     |  |
| 9.  | «Untitled (That Which Beareth Thorns)» | 0:27     |  |
| 10. | «Love Labours On»                      | 3:53     |  |
| 11. | «Heroin»                               | 6:57     |  |
| 12. | «Untitled (Injection)»                 | 0:22     |  |
| 13. | «Shangrila»                            | 7:24     |  |
| 14. | «Concrete Kingdom»                     | 4:52     |  |
| 15. | «Untitled (Galaxy Within)»             | 0:38     |  |
| 16. | «Venus»                                | 5:47     |  |
| 17. | «Then the Night Comes»                 | 4:37     |  |
| 18. | «Untitled (Before Dawn)»               | 0:25     |  |
| 19. | «Mother Dawn»                          | 5:03     |  |
| 20. | «Recap»                                | 0:56     |  |

## Créditos

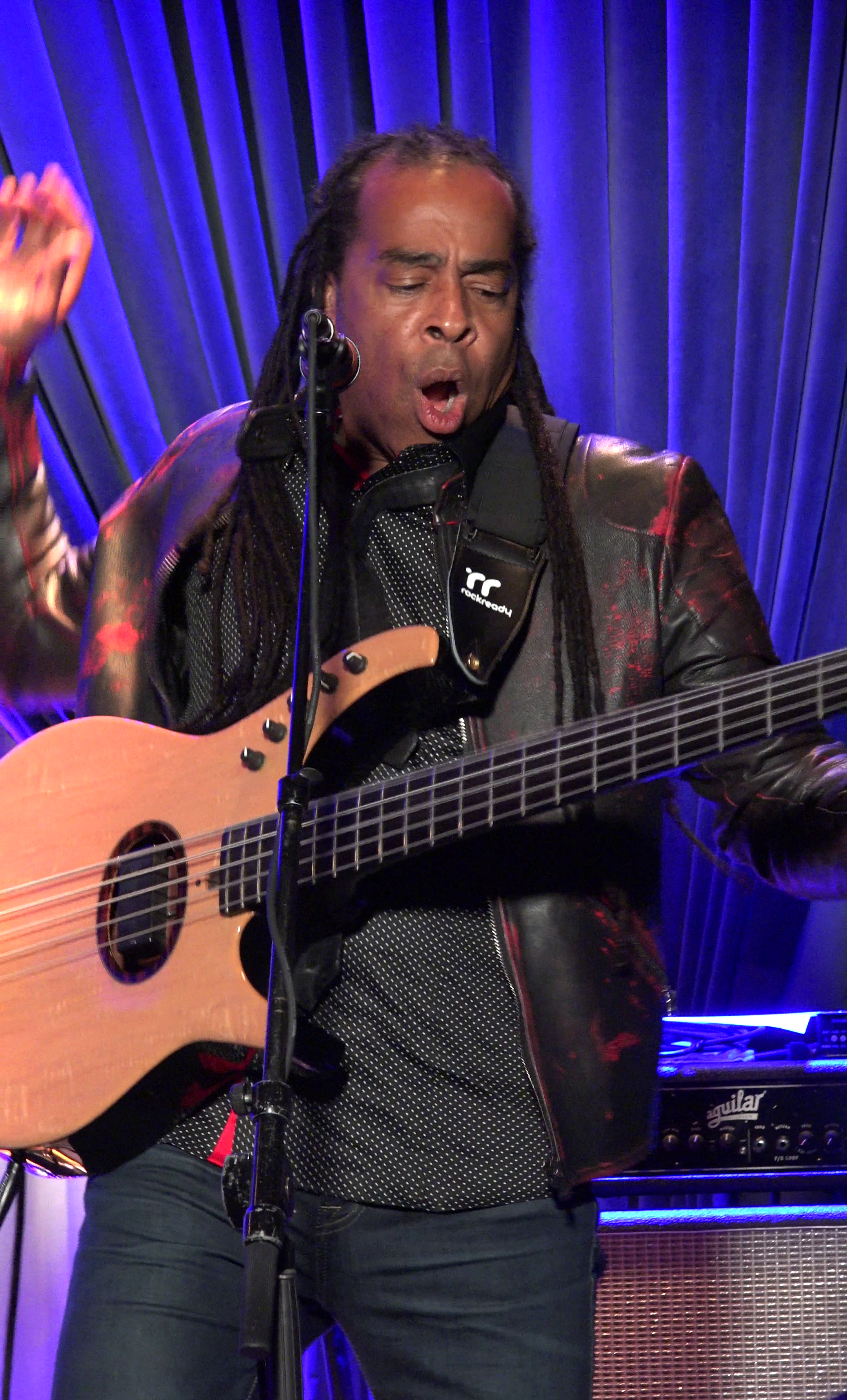
Billy Idol declaró que el bajista Doug Wimbish contribuyó en varias de las canciones del disco.

- Billy Idol - voz, teclados, programación, arreglos
- Mark Younger-Smith - guitarra, teclados, programación, arreglos
- Robin Hancock - arreglos, mezcla, programación

### Músicos adicionales
- Doug Wimbish - bajo
- Larry Seymour - bajo
- Tal Bergman - batería
- Durga McBroom - voz
- Carnie Wilson - voz
- Wendy Wilson - voz
- Jamie Muhoberac - órgano, teclados
- Stephen Marcussen - masterización
- Ed Korengo - mezcla
- Mike Baumgartner - asistente de mezcla
- Ross Donaldson - ingeniero de sonido
- Ron Donaldson - ingeniero de sonido
- Robert Farago - voces
- London Jo Henwood - voces
- David Was - percusión
- Henry Marquez - director artístico
- Michael Diehl - diseño
- Greg Gorman - fotografía
- Elisabeth Sunday - fotografía
- Brett Leonard - fotografía
- Gwen Mullen - gráficos por computador
- Scott Hampton - gráficos por computador